# Aurelian Dragomir
Aurelian Dragomir (Bukarest, 2001. március 21. –) román műugró, ifjúsági olimpikon.

## Élete
A horvátországi Fiúméban sorra kerülő 2016-os junior műugró-Európa-bajnokságon – a 14-15 évesek („B”) korcsoportjában – 3 méteren 13., 1 méteren 14., míg toronyugrásban a 10. helyen végzett. Egy évvel később a norvégiai Bergenben zajló junior Eb-n a fiúk 3 méteres szinkronugrásának döntőjében – Alin Ioan Ronțuval párban – a harmadik helyet szerezte meg, ugyanitt az A korcsoportosok („16–18 évesek”) toronyugrásának fináléjában csak 14. lett.
A 2018-as Buenos Aires-i nyári ifjúsági olimpiai játékokon ott volt mind az egyéni műugrás, mind pedig a egyéni toronyugrás mezőnyében, ahol a 14., illetve a 11. helyett sikerült megszereznie, ugyanakkor a vegyes csapat döntőjében, az orosz Uljana Klujevával a 9. helyen zárt.

## Eredmények
| Sportesemény                           | Versenyszámok | Versenyszámok | Versenyszámok | Versenyszámok | Versenyszámok |
| Sportesemény                           | 1 m           | 3 m           | 3 m szinkron  | 10 m torony   | 10 m szinkron |
| -------------------------------------- | ------------- | ------------- | ------------- | ------------- | ------------- |
| 2016-os junior Eb, Fiume               | 14.           | 13.           | –             | 10.           | –             |
|                                        |               |               |               |               |               |
| 2017-es junior Eb, Bergen              | –             | –             | *             | 14.           | –             |
| 2017-es úszó-vb, Budapest              | –             | –             | –             | 42.           | –             |
|                                        |               |               |               |               |               |
| 2018-as junior Eb, Helsinki            | 21.           | –             | 5.**          | 18.           | –             |
| 2018-as junior vb, Kijev               | –             | –             | –             | 18.           | –             |
| 2018-as ifjúsági olimpia, Buenos Aires | –             | 14.           | –             | 11.           | –             |

_____
* Alin Ioan Ronțu
** Cătălin Teodor Zărnescu
Csapatversenyeken
| Sportesemény                                   | Partnere       | Eredmény | Megjegyzés                  |
| ---------------------------------------------- | -------------- | -------- | --------------------------- |
| 2018. évi nyári ifjúsági olimpia, Buenos Aires | Uljana Klujeva | 9.       | nemzetek 14. vegyes csapata |